# Пйотрівський сейм 1504
Пйотркувський сейм 1504 — сейм Корони Королівства Польського і Речі Посполитої, що відбувся у 21 січня — 13 березня 1504 року у Пйотркуві-Трибунальському.
Цей сейм постановив, що король не може розпоряджатися коронним майном без згоди сейму; заборонив можновладцям обіймати дві чи більше посад одночасно (incompatibilitas); скасовано «Мельницький привілей» (діяв з 25 жовтня 1501 року), який значно обмежував королівську владу на користь сенату, практично ввів у Польщі олігархічно-аристократичну республіку, очолювану королем. Також було зобов'язано короля до повернення королівських земель, які де-юре опинилися в руках магнатів. Також на цьому сеймі було встановлено основні права та обов'язки найвищих посадових осіб держави: маршалків, підскарбіїв та канцлерів.
Відбувся за часів правління у Польщі короля Олександра Ягеллончика.